# InfraRecorder
Infrarecorder je svobodný software pro vypalování optických disků, který vyvíjí Christian Kindahl. Je podporována pouze platforma Microsoft Windows od verze 2000, ale spustitelný program je dostupný jak pro 32bitovou tak pro 64bitovou architekturu.
Program umožňuje vypalování CD a DVD nosičů, včetně dvouvrstvých. Umí vypálit soubory, hudbu nebo vypalovat obrazy disku.